# Carl Feckes
Carl Feckes (* 30. Juli 1894 in Krefeld; † 8. März 1958 in Königswinter) war ein deutscher römisch-katholischer Theologe und Dogmatiker.

## Leben
Er empfing 1918 die Priesterweihe in Köln. 1923 promovierte er  in Freiburg im Breisgau zum Dr. theol. (Die nominalistische Rechtfertigungslehre nach Gabriel Biel) und in Rom zum Dr. phil. Ab 1929 lehrte er in Köln als Seminar-Professor am Priesterseminar.
Seine Arbeitsschwerpunkte lagen auf dem Gebiet der Theologiegeschichte, vor allem zur Hoch- und Spätscholastik und zur Mariologie. 1951 gründete er mit Heinrich Maria Köster die „Deutsche Arbeitsgemeinschaft für Mariologie“. 
Feckes Beisetzung erfolgte in Gegenwart von Kardinal Frings auf dem Friedhof in Königswinter.

## Schriften (Auswahl)
- Das Mysterium der heiligen Kirche. Dogmatische Untersuchungen zum Wesen der Kirche. Paderborn 1934, OCLC 1000944127.
- Das Mysterium der göttlichen Mutterschaft. Ein dogmatisches Marienbild. Paderborn 1937, OCLC 451078648.
- Die Harmonie des Seins. Ein Blick in das metaphysische Weltgebäude des Thomas von Aquin mittels seiner Seinsstufen. Paderborn 1937, OCLC 781560849.
- Die Lehre vom christlichen Vollkommenheitsstreben. Freiburg im Breisgau 1953, OCLC 406596427.